# Bruce Rioch
Bruce Rioch, föddes 6 september 1947 i Aldershot, England. Ricoh är fotbollsspelare (mittfältare) och tränare av skotsk härkomst på sin fars sida. Han har spelat 24 landskamper för Skottland med deltagande i VM-slutspelet i Argentina 1978 som höjdpunkt. När han övertog kaptensbindeln i det skotska landslaget var han unik, eftersom kaptenen i det skotska landslaget aldrig tidigare varit en person född i England.
Ricoh flyttade till Luton, England, som fjortonåring och anslöt till Luton Town som lärling för att sedan bli professionell fotbollsspelare i klubben 1964, sjutton år gammal. Han tog en ordinarie plats i Luton efter två år och deltog i det lag som blev seriesegrare i dåvarande division IV 1968. Året efter gick han till Aston Villa för £100 000, den då högsta övergångssumman någonsin i den näst högsta serien.
Rioch nådde sina största framgångar som spelare i Derby County, en klubb han värvades till i februari 1974. Rioch var en av hörnstenarna i Dave Mackays mästerskapsbygge säsongen 1974/75. I konkurrens med Peter Lorimer i Leeds ansågs Rioch ha ett av de hårdaste skotten i den engelska ligan under sjuttiotalet. 
Både som spelare och tränare har Rioch varit kontroversiell och har ofta hamnat i dispyt med sin omgivning, något som fått Rioch att byta klubb mer än en gång. Med sin osvikliga energi på och utanför planen, en vilja av järn och sin förmåga att motivera sin omgivning har han dock varit ett välkommet tillskott varhelst han anlänt, något som fått de flesta att se mellan fingrarna med hans egenheter så långt det varit möjligt. 
I början av åttiotalet blev Rioch spelande tränare i Torquay United. Detta blev också startskottet för Riochs karriär som ledare utanför planen. Rioch har tränat bland annat Middlesbrough, Bolton, Arsenal, Norwich och därefter det danska superligalaget Odense BK, som han emellertid lämnade i mars 2007. Som orsak angavs att Rioch önskade utgöra ett större stöd i hustruns konvalescens efter sjukdom, men enligt rykten i dansk media skulle Rioch istället ha hamnat i dispyt med klubbledningen och tvingats att sluta. 
I juni 2008 återkom Rioch till den danska fotbollen när han tog över som tränare för Aalborg BK. Efter en framgångsrik vår, då laget lyckades kvalificera sig till spel i Champions League, fick Rioch dock sparken i oktober efter att ha inlett hösten med endast två segrar på tio matcher. Under 2009 cirkulerade rykten att Rioch skulle vara aktuell som ny förbundskapten för Skottlands landslag efter George Burley, men dessa rykten blev aldrig verklighet. Rioch har under våren 2010 hjälpt till med att träna ett lokalt lag i Falmouth, nära sitt hem.
Bruce Riochs son Gregor har också spelat professionell fotboll.

## Klubbar i karriären
- 1964-70 Luton Town FC (spelare) 148 matcher, 46 mål
- 1970-74 Aston Villa (spelare) 149 matcher, 34 mål
- 1974-76 Derby County (spelare) 106 matcher, 34 mål
- 1976-77 Everton (spelare) 30 matcher, 3 mål
- 1977-79 Derby County (spelare) 40 matcher, 4 mål
- 1978 Birmingham City (lån) (spelare) 3 matcher, 0 mål
- 1979 Sheffield United (lån) (spelare) 8 matcher, 1 mål
- 1979-80 Seattle Sounders (NASL, USA) (spelare) 49 matcher, 5 mål
- 1980-84 Torquay United FC (spelare och spelande tränare) 64 matcher, 7 mål
- 1986-90 Middlesbrough FC (tränare) 205 matcher, 82 segrar, 52 oavgjorda, 71 förluster
- 1990-92 Millwall FC (tränare) 100 matcher, 36 segrar, 24 oavgjorda, 40 förluster
- 1992-95 Bolton Wanderers (tränare) 171 matcher, 82 segrar, 42 oavgjorda, 47 förluster
- 1995-96 Arsenal FC (tränare) 47 matcher, 22 segrar, 15 oavgjorda, 10 förluster
- 1996-97 Queens Park Rangers (assisterande tränare)
- 1998-2000 Norwich City (tränare) 95 matcher, 30 segrar, 33 oavgjorda, 32 förluster
- 2000-01 Wigan Athletic (tränare) 43 matcher, 19 segrar, 9 oavgjorda, 15 förluster
- 2005-07 Odense BK (tränare) 52 matcher, 27 segrar, 12 oavgjorda, 13 förluster
- 2008 Aalborg BK (tränare)